# Ducado de Ahumada
El ducado de Ahumada es un título nobiliario español, con Grandeza de España de primera clase, concedido por la reina Isabel II a Pedro Agustín Girón y de las Casas, iv marqués de las Amarillas y ministro de Guerra, el 26 de abril de 1835, por decreto, y el 11 de abril de 1836 mediante real despacho. Este ducado es conocido porque el segundo duque fue el fundador de la Guardia Civil.

## Duques de Ahumada

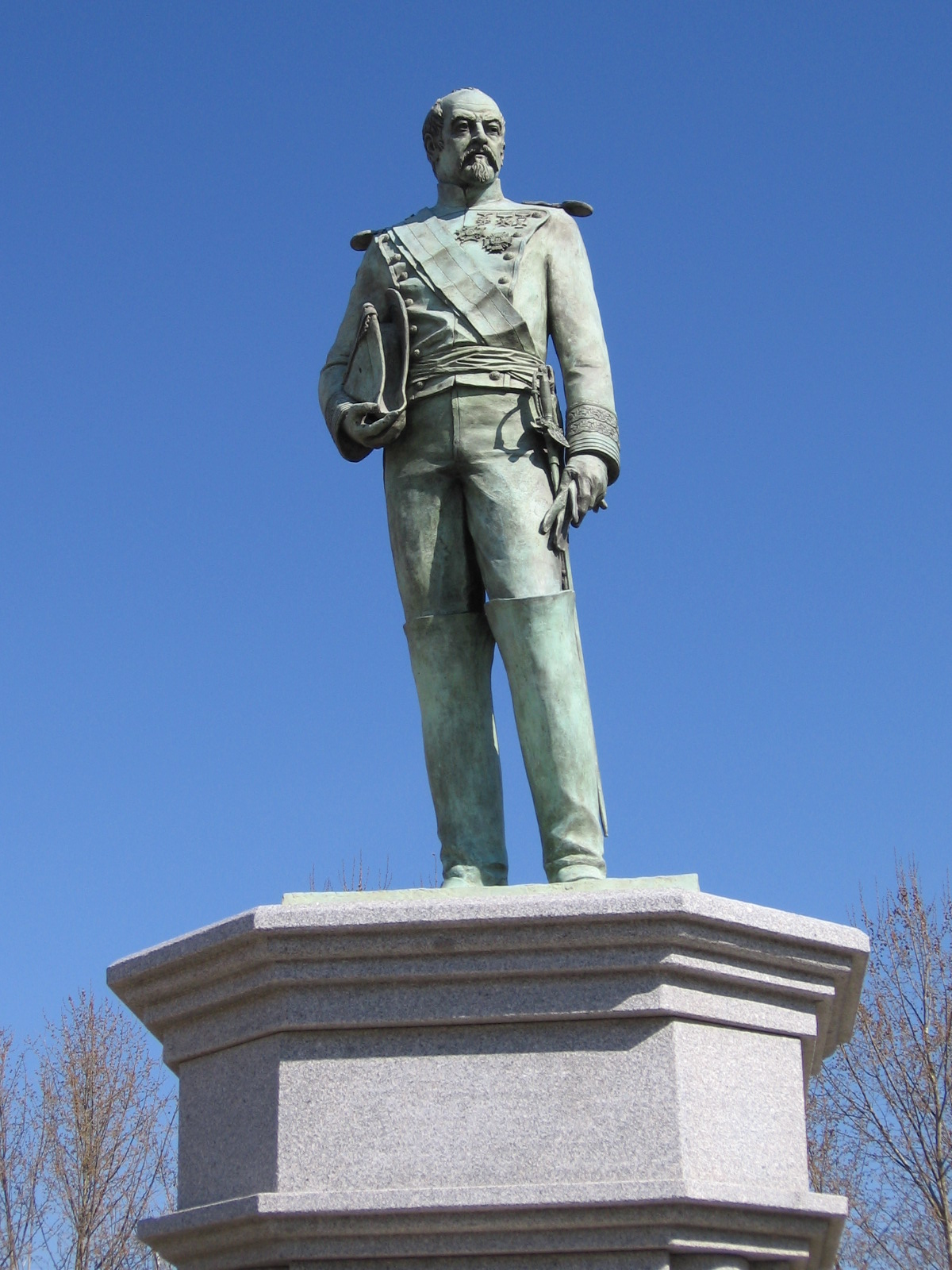
Estatua de Francisco Javier Girón y Ezpeleta, II duque, en el Parque del Duque de Ahumada de Valdemoro (Madrid)

|                                  | Titular                                              | Periodo                          |
| Creación por Isabel II de España | Creación por Isabel II de España                     | Creación por Isabel II de España |
| -------------------------------- | ---------------------------------------------------- | -------------------------------- |
| I                                | Pedro Agustín Girón y de las Casas                   | 1836-1842                        |
| II                               | Francisco Javier Girón y Ezpeleta Las Casas y Enrile | 1842-1866                        |
| III                              | Pedro Agustín Girón y Aragón                         | 1872-1910                        |
| IV                               | Agustín Girón y Aragón                               | 1910-1925                        |
| V                                | Ana María Girón y Canthal                            | 1926-1972                        |
| VI                               | Francisco Javier Chico de Guzmán y Girón             | 1973-actual titular              |

## Historia de los duques de Ahumada
- Pedro Agustín Girón y de las Casas (baut. San Sebastián, 2 de enero de 1778-Madrid, 17 de mayo de 1842), I duque de Ahumada, grande de España, IV marqués de las Amarillas, grande de España, teniente general, presidente del Estamento de Próceres, gran cruz de la Orden de Carlos III y de la Orden de San Fernando.[2][3][4] Era hijo del general Jerónimo Morejón Girón y Moctezuma, III marqués de las Amarillas, y de Isabel de las Casas y Aragorri, hermana de Francisco Javier Castaños y Aragorri, I duque de Bailén.[4]

Casó, en la parroquia de San Millán de Beire (Navarra), el 5 de junio de 1802, con María de la Concepción Donate de Ezpeleta y Enrile(La Habana, 1784-Madrid, 1870), hija de José Manuel de Ezpeleta y Galdeano, I conde de Ezpeleta de Beire, y de María de la Paz de Enrile y Alcedo, hija de Jerónimo Enrile, I marqués de Casa Enrile. Le sucedió su hijo:
- Francisco Javier Girón y Ezpeleta Las Casas y Enrile (Pamplona, 11 de marzo de 1803-18 de diciembre de 1869), II duque de Ahumada, grande de España,[3] V marqués de las Amarillas, brigadier del ejército, fundador y primer director general de la Guardia Civil, senador vitalicio del reino y Gran Cruz de Malta.

Casó, el 9 de enero de 1834, en Alcalá de Guadaira, con Nicolasa de Aragón y Arias de Saavedra (Utrera,1817-La Granja 1859), dama noble de la Orden de María Luisa, hija de José de Aragón y Arias de Saavedra y de Inés Arias de Saavedra y Montero-Duque, Carvajal. Le sucedió su hijo:
- Pedro Agustín Girón y Aragón (baut. Madrid, 23 de enero de 1835-Madrid, 15 de febrero de 1910), III duque de Ahumada, grande de España,[3] VI marqués de las Amarillas,[8] teniente general de los Reales Ejércitos y gentilhombre de cámara del rey.[3]

Casó, el 30 de diciembre de 1866, en Madrid, con Isabel Cristina Mesía y de Queralt, hija de José Mesía del Barco y Pando, III duque de Tamames, VIII marqués de Campollano y senador vitalicio, y de su primera esposa, María de la Paz de Queralt y Bucareli. Sin descendientes, le sucedió su hermano:

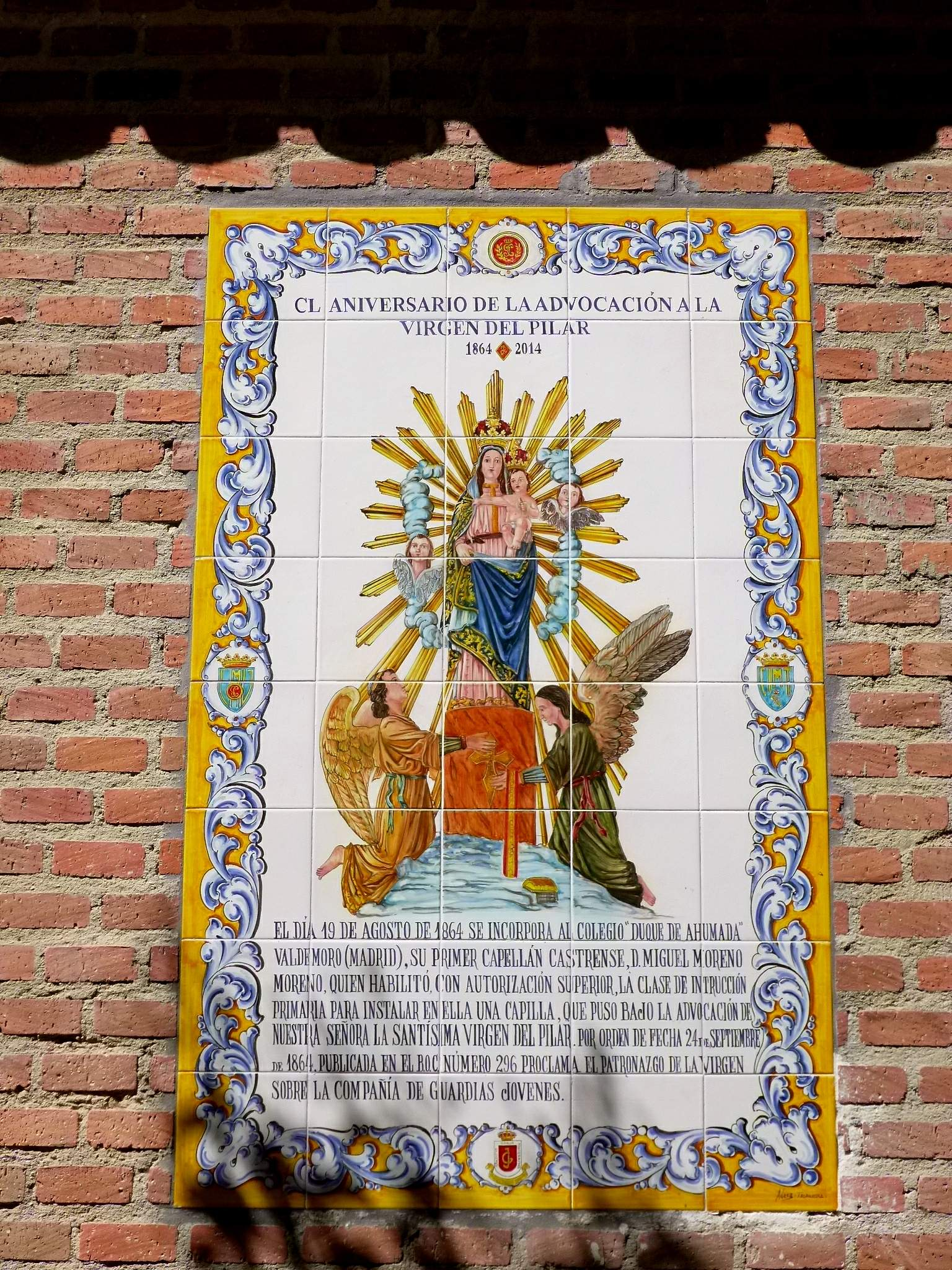
Monumento al senador-duque de Ahumada, Francisco Javier Girón de Ezpeleta, en Valdemoro

- Agustín Girón y Aragón (1843-14 de abril de 1925), IV duque de Ahumada, grande de España,[3] VII marqués de las Amarillas,[9] III marqués de Ahumada, XIII vizcondado de las Torres de Luzón, capitán de infantería, miembro del Consejo de Estado, teniente alcalde de Madrid, diputado a Cortes, maestrante de Ronda, caballero de la Orden de Carlos III y de la Orden de Cristo en Portugal.[10]

Casó, el 15 de octubre de 1870, con María Dolores Armero y Peñalver (La Habana, 1850-Madrid, 1935), dama de la Reina Victoria Eugenia de España, hija de Antonio de Armero y Fernández de Peñaranda, y de María Teresa de Peñalver y Cárdenas,. Sin descendientes, le sucedió la nieta de su hermano Luis María Francisco Javier, que había casado en primeras nupcias con Ana María Méndez de Castro y Bryan, padres de varios hijos, entre ellos, Francisco Javier Girón y Méndez de Castro, IV marqués de Ahumada, casado con Emilia Canthal y Morejón de Girón, padres de la V duquesa de Ahumada:
- Ana María Girón y Canthal ((Madrid, 27 de agosto de 1917-Madrid, 15 de abril de 1972), V duquesa de Ahumada, grande de España,[3] V marquesa de Ahumada, VIII marquesa de las Amarillas,[12] dama de la Orden de Malta, sobrina nieta del IV duque de Ahumada.[13]

Casó, el 1 de julio de 1943, con Diego Chico de Guzmán y Mencos, V conde de la Real Piedad, caballero de la Orden de Santiago y maestrante de Ronda, hijo de Diego Chico de Guzmán y Chico de Guzmán, IV conde de la Real Piedad, caballero de Santiago y maestrante de Granada, y de su esposa, Isabel de Mencos y Bernaldo de Quirós. Le sucedió su hijo:
- Francisco Javier Chico de Guzmán y Girón (n. Madrid, 23 de mayo de 1944), VI duque de Ahumada, grande de España,[3] IX marqués de las Amarillas, maestrante de Ronda[14] y caballero de la Orden de Malta.[15]

Casó, el 11 de abril de 1970, en Palma de Mallorca, con Leonor March y Cencillo (m. 2013), V condesa de Pernía, hija del mallorquín Bartolomé March Servera, copropietario de Banca March y de otras numerosas empresas, y de su esposa María Cencillo y González-Campos (m. 2013), IV condesa de Pernía, padres de dos hijos:
- Francisco Javier Chico de Guzmán y March (Madrid, 3 de enero de 1971-Madrid, 30 de octubre de 2012, casado en Madrid, en diciembre de 1997, con Maya Boyer Ruifernández, padres de Álvaro Chico de Guzmán Boyer, X marqués de las Amarillas.
- Ana María Chico de Guzmán y March (n. 1975), que casó, en Manacor, el 19 de junio de 1997, con José María Castillejo y de Oriol, VII conde de Floridablanca, V marqués de Aldama, X conde de Armíldez de Toledo, XIII conde de la Fuente del Saúco y caballero de la Orden de Malta; con seis hijos.

## Archivos
El expediente del título nobiliario actualmente se custodia en el Archivo General del Ministerio de Justicia, aunque también existe documentación relacionada con dicho título en el Archivo Histórico Nacional, en el Archivo de los Duques de Ahumada y en la Sección Nobleza del Archivo Histórico Nacional en Toledo.